# California Midwinter International Exposition
De California Midwinter International Exposition, gebruikelijk aangeduid als "Midwinter Exposition" of "Midwinter Fair", was een  wereldtentoonstelling die in 1894 werd gehouden in de Amerikaanse stad San Francisco.
Het initiatief voor de tentoonstelling kwam van de uitgever en eigenaar van de San Francisco Chronicle, Michael H. de Young, die in 1892 door president Benjamin Harrison was benoemd tot commissaris van de World's Columbian Exposition in 1893 in Chicago. De beheerder van het Golden Gate Park, John McLaren, verzette zich zonder succes tegen de tentoonstelling omdat het herstel van de natuur na de tentoonstelling decennia zou kosten.
De tentoonstelling werd gehouden rondom het huidige muziekveld. Voor de tentoonstelling, die door meer dan 2 miljoen bezoekers werd bezocht, werden meer dan 100 gebouwen opgetrokken. Het Palace of Fine Arts ("paleis van schone kunsten") werd het M.H. de Young Memorial Museum en is inmiddels deels herbouwd in een andere stijl. De Japanse Theetuin in het park is eveneens een overblijfsel van de tentoonstelling.
Het paviljoen van Land- en Tuinbouw was opgetrokken in Mission-stijl en stond pal ten westen van het Palace of Fine Arts. De als indianen tempel vormgegeven Mechanical Arts Building stond op de plaats waar nu de Californische academie van wetenschappen is gevestigd. Aan de oostzijde van het muziekveld vlak bij de Panhandle stond de Manufacturers and Liberal Arts Building die in moorsestjl was gebouwd.